# صارم (المهرة)

تعديل مصدري - تعديل

صارم هي إحدى قرى مديرية المسيلة التابعة لمحافظة المهرة، بلغ تعداد سكانها 72 نسمة حسب تعداد اليمن لعام 2004.